# يان بوبروفسكي
يان بوبروفسكي (بالتشيكية: Jan Bobrovský)‏ مواليد 29 مارس 1945 في تشيكوسلوفاكيا، هو لاعب كرة سلة تشيكي سابق. بدأ مسيرته الاحترافية في سنة 1963. يبلغ طوله 6 قدم 6 3⁄4 بوصة (2.0 م). مثّل منتخب بلاده. شارك في دورة الألعاب الأولمبية الصيفية سنة 1972. حقق المركز الثاني في بطولة أمم أوروبا لكرة السلة 1967. اعتزل اللعب في 1983. لعب مع نادي برنو لكرة السلة في الدوري التشيكي الوطني لكرة السلة ونادي جيلينا.

## سجل المنافسة
شارك في المنافسات التالية:
- الألعاب الأولمبية الصيفية 2004
- الألعاب الأولمبية الصيفية 2008

## الميداليات
| الميدالية | المسابقة                         |
| --------- | -------------------------------- |
| فضية      | بطولة أمم أوروبا لكرة السلة 1967 |
| برونزية   | بطولة أمم أوروبا لكرة السلة 1969 |

## روابط خارجية
- يان بوبروفسكي على موقع الاتحاد الدولي لكرة السلة (الإنجليزية)
- يان بوبروفسكي على موقع سبورتس رفرنس (الإنجليزية)
- يان بوبروفسكي على موقع أوليمبيديا (الإنجليزية)
- يان بوبروفسكي على موقع اللجنة الأولمبية التشيكية (التشيكية)